# Otomys lacustris
Otomys lacustris is een knaagdier uit het geslacht Otomys dat voorkomt in de bergen van Noord-Malawi, Midden-Tanzania en Zuidwest-Kenia, op 1400 tot 2300 m hoogte. Deze soort wordt vaak tot O. anchietae gerekend, maar verschilt daar genoeg van om als een aparte soort te worden beschouwd. Deze soort is mogelijk verwant aan O. barbouri en O. occidentalis. De kop-romplengte bedraagt 150 tot 165 mm, de staartlengte 90 tot 110 mm, de achtervoetlengte (c.u.) 30 tot 31 mm, de oorlengte 20 tot 22 mm en de schedellengte 36,8 tot 39,85 mm.
Otomys anchietae · Otomys angoniensis · Otomys auratus · Otomys barbouri · Otomys burtoni · Otomys cheesmani · Otomys cuanzensis · Otomys dartmouthi · Bergoorrat (Otomys denti) · Otomys dollmani · Otomys fortior · Otomys helleri · Moerasrat (Otomys irroratus) · Otomys jacksoni · Otomys karoensis · Otomys lacustris · Otomys laminatus · Otomys occidentalis · Otomys orestes · Otomys simiensis · Otomys sloggetti · Otomys sungae · Otomys thomasi · Otomys tropicalis · Otomys typus · Otomys unisulcatus · Otomys uzungwensis · Otomys willani · Otomys yaldeni · Otomys zinki